# Holland Onion Association
Holland Onion Association, formeel 'Comité Uienhandel', maakt deel uit van vereniging GroentenFruit Huis. Het comité profileert zich internationaal als Holland Onion Association (HOA).
Ruim 90% van de Nederlandse uienverwerkers en uienexporteurs is lid van het comité..Samen met de Topsector en Brancheorganisatie Akkerbouw, uientelers, uienzaadproducenten, WUR en gewasbeschermingsleveranciers investeren zij in onderzoek naar het verbeteren van de kwaliteit van de Nederlandse ui en in de internationale promotie van het groentegewas.
De Nederlandse uienexporterende sector was in 2024 wereldmarktleider, het aandeel in de wereldhandel was bijna 20 procent. Op de tweede plaats volgde China met ruim 11% en op de derde plaats Mexico met ruim 9%. Jaarlijks wordt ongeveer 95% van de Nederlandse uienoogst geëxporteerd. De Nederlandse uienexport besloeg in 2021 een volume van ruim 1,5 miljoen ton kilogram en vertegenwoordigde een economische waarde van meer dan een half miljard euro. De ui is daarmee het grootste groente-exportproduct van Nederland.

## Voorzitter
Ir. G.A. Gunter is vanaf 2007 voorzitter van de Holland Onion Association.